# Kull bojovník
Kull bojovníci jsou humanoidé z fiktivního světa Hvězdná brána. Byli stvořeni Goa'uldem Anubisem, aby nahradili Jaffy v jeho armádě. Jsou tvořeni geneticky upravenou humanoidní formou oživenou antickou léčící technologií a implantovaným mentálně prázdným goa'uldím symbiontem, který Kull bojovníka činí podřízeným svému pánu. Kull bojovník je propojen se štítem a výzbrojí, která je odolná proti všem palným a energetickým zbraním a dokonce i vůči výbušninám. Velitelství Hvězdné brány však nakonec ve spolupráci s Tok'ry vyvinou zbraň, která je schopna Kull bojovníky eliminovat.

## Historie

### Stvoření Anubisem
Kull bojovník byl vytvořen jako novodobá bojová náhrada za Jaffy. Anubis využil mozkové sondy, aby z Jonase Quinna dostal informace o technologiích a o misích, kterých se účastnil. Využil goa'uldské královny k vyprodukování nových symbiontů, ale zároveň ji zmanipuloval tak, aby jim nemohla předat své vědomosti. Symbionti se tak stali prázdnými schránkami a Anubis je mohl upravit podle svého. Pak je vpravil do mrtvých těl oživených Antickým léčícím zařízením a upravil si je podle svého, čímž se z nich stali neohrožení a oddaní bojovníci. Neví se jak Anubis vytvořil brnění supervojáků, jestli jej odvodil z Jonasových vědomostí, nebo jen upravil původní goa'uldské technologie.

### Po pádu Anubise
Po pádu Anubise se velké množství těchto brnění dostalo do rukou pašerákům v Luciánské alianci. Tedy i k Vale Mal Doran, která ho využila, aby se zmocnila Prométhea.

## Vlastnosti

### Duševní schopnosti
Velkou nevýhodou těchto bojovníků je absence jakéhokoliv druhu inteligence. Nemají inteligenci hostitelova těla, které je prázdná ulita, stejně jako degenerovaný symbiont. Kull bojovníci si tedy neporadí s řešením překážek logickým myšlením – tím jsou oproti Jaffům v obrovské nevýhodě. Na druhou stranu jsou v boji mnohem efektivnější.

### Výstroj a výzbroj
Jisté je, že Anubis pokročil co se brnění týče. Základ tvoří elastický oblek podobný neoprenu, který pokrývá celé tělo mimo obličeje. Tato tkanina je z hustě utkaného materiálu podobného kevlaru. Zároveň má vlastnosti neprůstřelných vest a v případě útoku i pohlcuje energii. Na tento oblek se nasadí další části brnění, jako je helma s filtrem vzduchu, hrudní plát, brnění na lokty, ramena a nohy. Toto brnění je také schopné absorbovat ohromné množství energie. Helma vojáka je vybavena několika módy vidění.
Proti Kull bojovníkům je účinná pouze zbraň, která byla vyvinuta speciálně pro boj s nimi, pokud však má brnění Kull bojovníka na sobě normální smrtelník, je proti této zbrani imunní (protože byla navržena pouze pro likvidaci oživlých mrtvol). Samozřejmě, že lidé s touto výhodou musejí počítat i s rizikem taktického útoku. Co se ale týče všeobecné efektivity, je nejvhodnějším spojením člověk – ať Tau'ri, Jaffa a nebo Goa'uld – a smrtící dovednosti tohoto brnění.
Zbraňový systém tvoří dvě modifikované zbraňové platformy. V principu mají stejný efekt jako tyčové zbraně, jsou však upraveny tak, aby střílely s vyšší kadencí a vyšším výkonem.